# Donzelle (cours d'eau)
Pour les articles homonymes, voir Donzelle.
La Donzelle est un ruisseau français du département de la Dordogne, affluent de la Dronne et sous-affluent de la Dordogne.

## Toponymie
En occitan, le cours d'eau porte le nom de Donsela[réf. nécessaire].

## Géographie
La Donzelle prend sa source vers 150 mètres d'altitude entre les communes de La Chapelle-Gonaguet et Bussac et rejoint la Dronne en rive gauche, à l’ouest de Lisle.
Sa longueur est de 10,3 km.
Son seul affluent répertorié est en rive droite le ruisseau de la Valade, long de 5,6 km, qui passe à proximité des châteaux de la Côte à Biras; et de la Valade à Bourdeilles.

### Communes traversées
À l'intérieur du département de la Dordogne, la Donzelle arrose quatre communes, soit d'amont vers l'aval :
- La Chapelle-Gonaguet (source)
- Bussac (source)
- Bourdeilles
- Lisle (confluence avec la Dronne)

## Hydrologie

### Risque inondation
Un plan de prévention du risque inondation (PPRI) a été approuvé en 2014 pour dix-neuf communes riveraines de la Dronne, affectant ses rives ainsi que la partie aval de son affluent la Donzelle sur ses 1 500 derniers mètres.

## Galerie

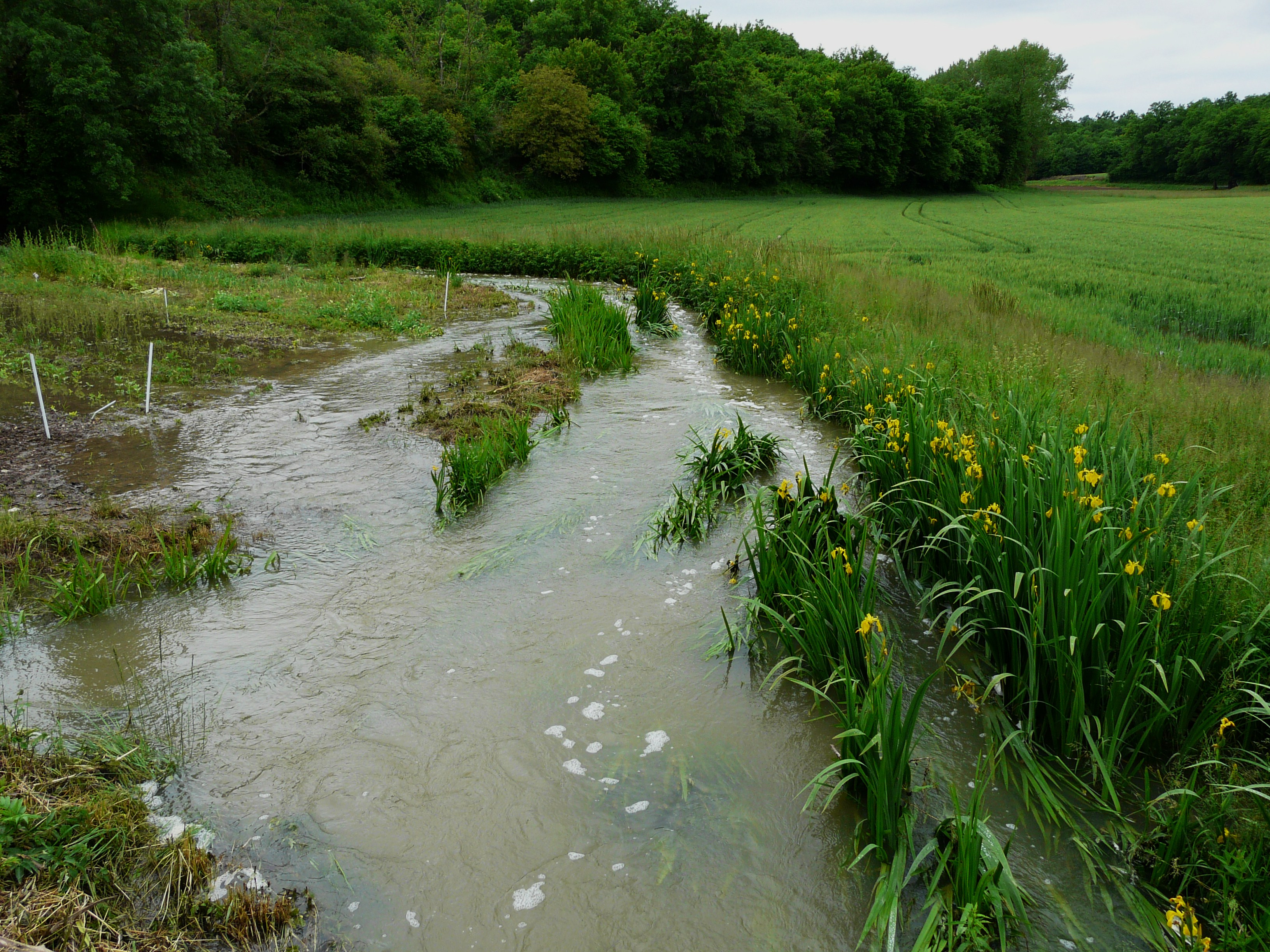
La Donzelle à Bussac au moulin de Pontey
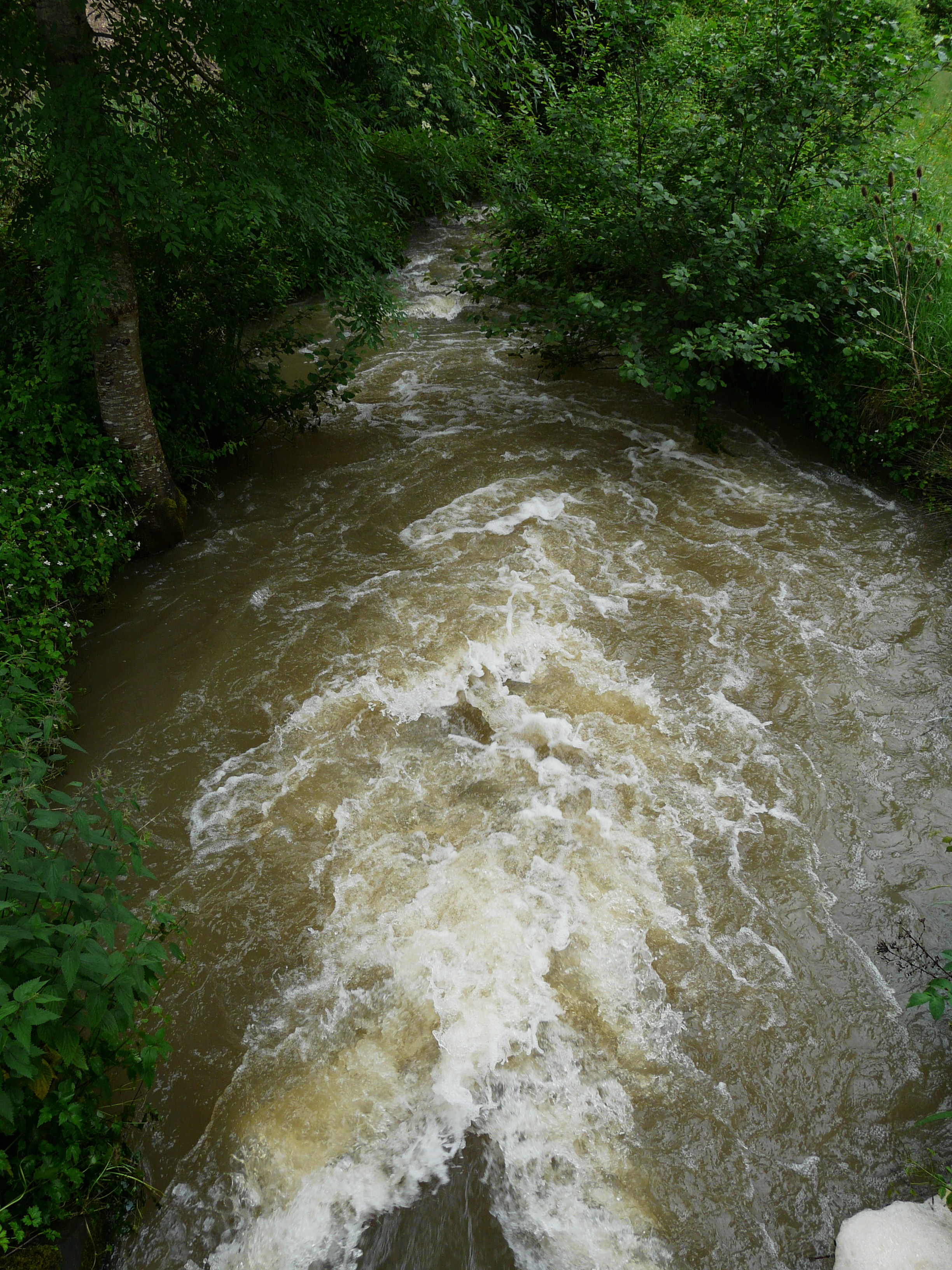
À Bussac, au moulin de Saute mouton
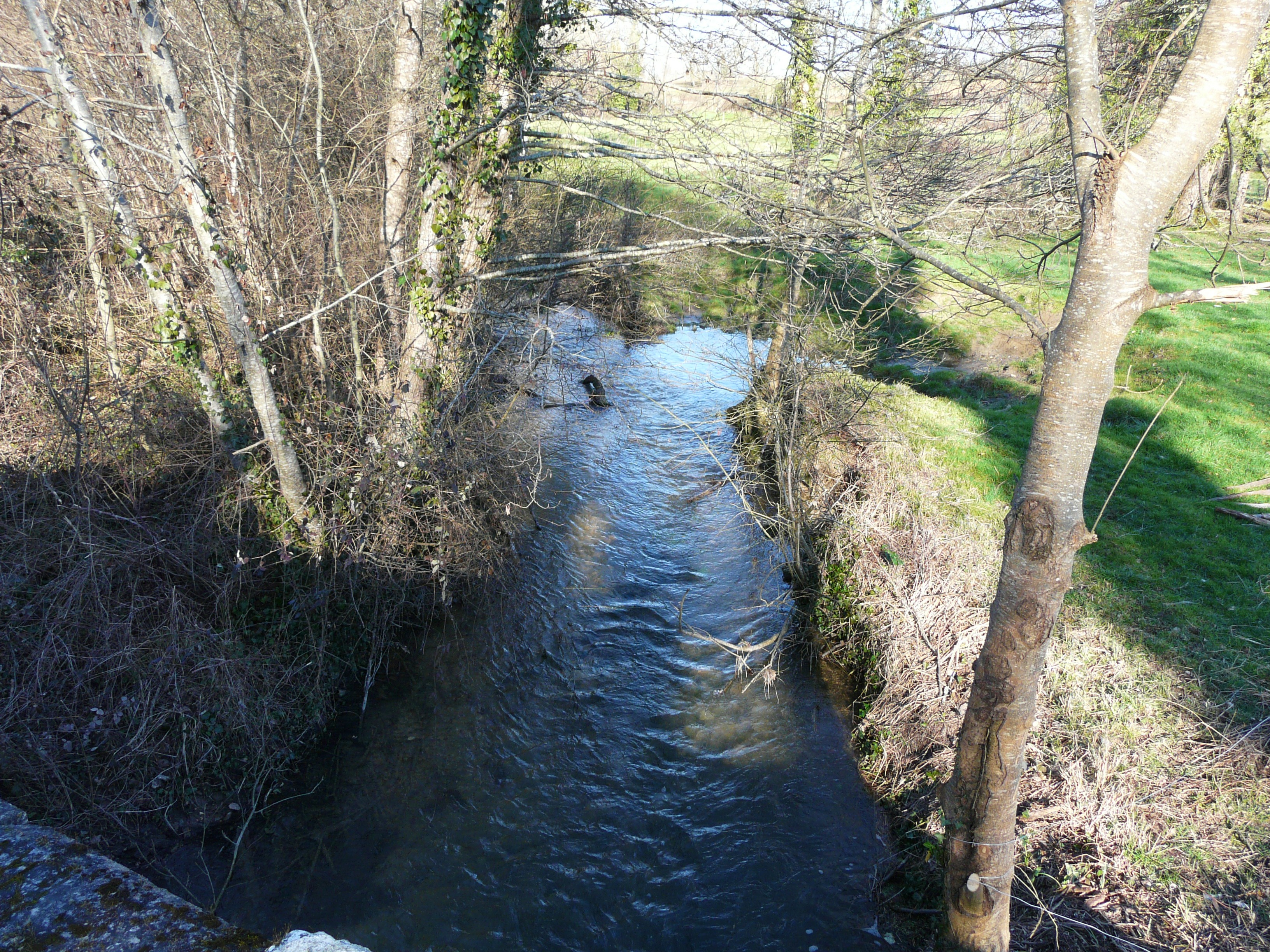
Au pont de la RD 78 à Lisle